# Robuuste kapucijnapen
De robuuste kapucijnapen (Sapajus) vormen een geslacht van dagactieve breedneusapen. De wetenschappelijke naam van het geslacht werd in 1792 gepubliceerd door Robert Kerr. Ze zijn vernoemd naar de kloosterorde van de kapucijnen, omdat hun gezichtstekening doet denken aan de kappen van deze monniken. De robuuste kapucijnapen zijn nauw verwant aan de slanke kapucijnapen (Cebidae), waartoe ze vroeger als ondergeslacht werden gerekend.

## Verspreiding
Robuuste kapucijnapen komen voor in een groot gedeelte van Latijns-Amerika, van Noord-Argentinië tot Colombia en Venezuela, van zeeniveau tot een hoogte van 2500 meter. Vooral de bruine kapucijnaap, die voorkomt in bijna geheel Zuid-Amerika ten oosten van de Andes, heeft een groot leefgebied.

## Taxonomie
Er worden acht soorten tot dit geslacht gerekend.
- Geslacht: Sapajus (Robuuste kapucijnapen) (8 soorten)
  - Soort: Sapajus apella – Bruine kapucijnaap
  - Soort: Sapajus cay
  - Soort: Sapajus flavius
  - Soort: Sapajus libidinosus
  - Soort: Sapajus macrocephalus
  - Soort: Sapajus nigritus
  - Soort: Sapajus robustus
  - Soort: Sapajus xanthosternos – Geelborstkapucijnaap